# Керамзитобетон
Керамзитобетон — строительный материал, монолитный и отверждённый (застывший естественным путём), содержащий в своём составе, помимо цемента, керамзит. Его получают путём смешивания в воде цемента, песка и керамзита. При соединении с цементом обычно используют гранулы керамзита размером более 5 мм.

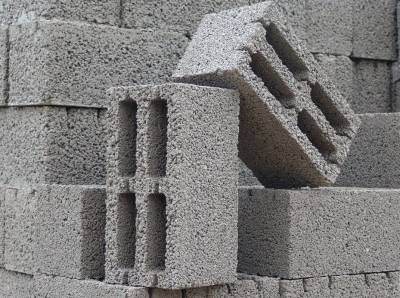
Керамзитобетонный блок

## Преимущества
Преимущества керамзитоблоков
- Низкая стоимость блоков (по сравнению с другими материалами)
- Высокая прочность (значительно выше, чем у пенобетона и газобетона), позволяет строить многоэтажные дома без каркаса;
- Низкий коэффициент водопоглощения;
- Низкий показатель теплопроводности (ниже, чем у кирпича, но выше, чем у пенобетона и газобетона);
- Долговечность сравнимая с кирпичом;
- Высокие эксплуатационные свойства;
- Не подвержен запотеванию и появлению плесени;
- Блок отвечает всем требованиям, предъявляемым к стеновым материалам.